# Taya (Sétif)
Taya (în arabă الطاية) este o comună din provincia Sétif, Algeria.
Populația comunei este de 10.302 locuitori (2008).